# مال‌محمدعبدالعلی
مال محمدعبدالعلی، روستایی است از توابع بخش مرکزی شهرستان گناوه استان بوشهر ایران.

## جمعیت
این روستا در دهستان حیات داوود قرار دارد و بر اساس سرشماری سال ۱۳۸۵ آمار رسمی جمعیت آن ۳۷نفر (۹خانوار) می‌باشد.